# ФК Интер Запрешић
ФК Интер Запрешић (хрв. NK Inter Zaprešić) је хрватски фудбалскии клуб из града Запрешићa. Тренутно се такмичи у Првој лиги Хрватске.

## Историја
Клуб је основан 1929. године. Носио је име Сава, а затим Југокерамика Запрешић по главном спонзору. Распадом СФРЈ и осамостаљењем Републике Хрватске спонзор је променио име у ИНКЕР (ИНдустрија КЕРамике), па је и клуб променио име. Прекидом спонзорства, клуб је 2003. године променио име у Интер Запрешић.
Највећи клупски успеси су прво место на турниру одржаном крајем 1991, у којем су учествовали сви значајнији хрватски фудбалски клубови. Турнир је био незванично Прво фудбалско првенство Републике Хрватске.
Интер је такође и први хрватски клуб који је играо у иностранству од оснивања Прве Хрватке лиге. Запрешићани су у лето 1991. године гостовали у Енглеској гдје су одмерили снаге против Брајтона. Клупски надимак је „керамичари“, по дугогодишњим спонзорима. Један од надимака овога клуба је „див из предграђа“.

## Ранији називи
НК Сава 1929—1932.
НК Јелачић 1932—1962.
НК Југокерамика 1962—1991.
НК Инкер Запрешић 1991—2003.
НК Интер Запрешић 2003—

## Успеси клуба
- Првенство Хрватске
  - Другопласирани (1) : 2004/05.
- Куп Хрватске
  -  Освајач купа (1) :  1992.

## НК Интер Запрешић у европским куповима
| Сезона  | Такмичење | Коло       | Држава             | Клуб             | Резултат |
| ------- | --------- | ---------- | ------------------ | ---------------- | -------- |
| 2005/06 | УЕФА куп  | 2 коло кв. | Србија и Црна Гора | ФК Црвена звезда | 1-3, 0-4 |

НК Интер игра своје утакмице на свом стадиону у Запрешићу. Капацитет стадиона је 4.500 гледалаца. Стадион има две трибине. Западна трибина је делом покривена и има 3028 места за седење, источна трибина има 400 Места за седење и 1100 места за стајање.
Крајем 2005, после освајања другог места у ХНЛ, стадион је добио најмодернију расвету.
Навијачка група: Дивље свиње (Wild Pigs) - основана 1993, испадањем Инкера из прве лиге 1997. нестаје, а поновно почиње са деловањем 2003. повратком Инкера у елитно друштво хрватског фудбала.

## Биланс НК Интер Запрешић на вечној табели клубова уПХЛ
(од оснивања 1991/92)
| Плас. | Тим               | Број сезона | ИГ  | Д   | Н  | ИЗ  | ГД  | ГП  | Бод |
| ----- | ----------------- | ----------- | --- | --- | -- | --- | --- | --- | --- |
| 11.   | НК Интер Запрешић | 10          | 311 | 104 | 77 | 130 | 352 | 429 | 389 |

## НК Интер Запрешић за сезону 2007/08.
| Име              | Дрес | Држава              | бивши клуб                  |
| ---------------- | ---- | ------------------- | --------------------------- |
| Голман           |      |                     |                             |
| Томислав Врањић  | 1    | Хрватска            | позајмница НК Динамо Загреб |
| Марко Шарлија    | 12   | Хрватска            | позајмница НК Динамо Загреб |
| Невен Вуљанко    |      | Хрватска            | ?                           |
| Одбрана          |      |                     |                             |
| Patrice Kwedi    | 2    | Камерун             | позајмница НК Динамо Загреб |
| Емануел          | 4    | Камерун             | НК Имотски                  |
| Домагој Верхас   | 5    | Хрватска            | ХНК Ријека                  |
| Дамир Крзнар     | 6    | Хрватска            | ?                           |
| Дејан Ловрен     | 16   | Хрватска            | позајмница НК Динамо Загреб |
| Ренато           | 22   | Бразил              | НК Имотски                  |
| Петар Томић      |      | Хрватска            | НК Камен-Инград             |
| Махир Ифтић      |      | Босна и Херцеговина | НК Пула                     |
| Везни ред        |      |                     |                             |
| Бернанд Скулић   | 7    | Хрватска            | ?                           |
| Луко Бискуп      | 8    | Хрватска            | НК Хрватски Драговољац      |
| Tomislav Jonjić  | 10   | Хрватска            | НК Белишће                  |
| Марио Гргуровић  | 13   | Хрватска            | позајмница НК Динамо Загреб |
| Давор Кукец      | 14   | Хрватска            | ?                           |
| Мирослав Шарић   | 15   | Хрватска            | позајмница НК Динамо Загреб |
| Силвио Цаврић    | 17   | Хрватска            | позајмница НК Динамо Загреб |
| Младен Стипковић | 18   | Хрватска            | НК Камен-Инград             |
| Кристијан Брчић  | 19   | Хрватска            | НК Лучко                    |
| Марио Јурин      | 23   | Хрватска            | НК Хрватски Драговољац      |
| Напад            |      |                     |                             |
| Сашко Пандев     | 9    | Северна Македонија  | позајмница НК Динамо Загреб |
| Марио Рашић      | 21   | Хрватска            | ?                           |
| Бернард Гулић    |      | Хрватска            | ?                           |
| Осмар            |      | Бразил              | ?                           |
|                  |      |                     |                             |

## Трансфери сезоне 2007./08. (лето)

### Дошли
- Кристијан Брчић  НК Лучко
- Марио Јурин  НК Хрватски Драговољац
- Махир Ифтић  НК Пула
- Томислав Врањић позајмница;  НК Динамо Загреб
- Марко Шарлија позајмница;  НК Динамо Загреб
- Patrice Kwedi позајмница;  НК Динамо Загреб
- Марио Гргуровић позајмница;  НК Динамо Загреб
- Сашко Пандев позајмница;  НК Динамо Загреб
- Емануел  НК Имотски
- Ренато  НК Имотски
- Пинхеиро  НК Имотски
- Осмар позајмница;  НК Динамо Загреб

### Отишли
- Марко Лончар позајмница; ХНК Сегеста
- Pinheiro позајмница; НК Виноградар

## Познатији играчи
- Иван Цвјетковић
- Звонимир Солдо
- Михаел Микић
- Едуардо Алвес да Силва
- Лука Модрић
- Ведран Ћорлука

## Познати тренери
- Илија Лончеревић
- Ђуро Баго
- Зорислав Сребрић
- Јосип Куже

## Резултати у лига и куп такмичењима у Хрватској
| Сезона  | Лига             | Место | И  | Д  | Н  | И  | ДГ | ПГ  | Бод. | Куп           |  |
| ------- | ---------------- | ----- | -- | -- | -- | -- | -- | --- | ---- | ------------- |  |
| 1992    | ХНЛ              | 4     | 22 | 10 | 6  | 6  | 37 | 19  | 26   | Освајач       |  |
| 1992/93 | Прва ХНЛ         | 9     | 30 | 9  | 9  | 12 | 35 | 31  | 27   | полуфинале    |  |
| 1993/94 | Прва ХНЛ         | 4     | 34 | 17 | 8  | 9  | 48 | 34  | 42   | осмина финала |  |
| 1994/95 | Прва ХНЛ         | 7     | 30 | 11 | 6  | 13 | 41 | 41  | 39   | осмина финала |  |
| 1995/96 | Прва ХНЛ         | 13    | 36 | 9  | 11 | 16 | 38 | 53  | 16   | четвртфинале  |  |
| 1996/97 | Прва ХНЛ         | 16    | 30 | 6  | 3  | 21 | 22 | 65  | 21   | четвртфинале  |  |
| 1997/98 | Друга лига ХНЛ   | 4     | 32 | 21 | 4  | 7  | 62 | 29  | 67   | 1/16 финала   |  |
| 1998/99 | Друга лига ХНЛ   | 19    | 36 | 3  | 5  | 28 | 25 | 103 | 14   | 1/16 финала   |  |
| 1999/00 | Трећа ХНЛ - Југ  | 6     | 28 | 11 | 4  | 13 | 50 | 47  | 37   | 1/16 финала   |  |
| 2000/01 | Трећа ХНЛ - Југ  | 2     | 30 | 22 | 0  | 8  | 88 | 43  | 66   | четвртфинале  |  |
| 2001/02 | Друга ХНЛ - Југ  | 8     | 30 | 11 | 8  | 11 | 46 | 40  | 41   | осмина финала |  |
| 2002/03 | Друга лига - Југ | 1     | 32 | 23 | 3  | 6  | 79 | 30  | 72   | осмина финала |  |
| 2003/04 | Прва ХНЛ         | 8     | 32 | 11 | 9  | 12 | 40 | 38  | 42   |               |  |
| 2004/05 | Прва ХНЛ         | 2     | 32 | 15 | 9  | 8  | 44 | 39  | 54   |               |  |
| 2005/06 | Прва ХНЛ         | 12    | 32 | 8  | 7  | 17 | 30 | 53  | 31   | осмина финала |  |
| 2006/07 | Друга лига       | 1     | 69 | 31 | 3  | 2  | 59 | 19  | 19   | осмина финала |  |
| 2007/08 | Прва ХНЛ         | 11    | 27 | 7  | 6  | 20 | 32 | 58  | 22   | полуфинале    |  |